# Oligoclada hypophane
Oligoclada hypophane is een libellensoort uit de familie van de korenbouten (Libellulidae), onderorde echte libellen (Anisoptera).
De wetenschappelijke naam Oligoclada hypophane is voor het eerst geldig gepubliceerd in 1989 door De Marmels.